# كمال قاسي سعيد
 كمال قاسي سعيد (1967 الجزائر) هو لاعب كرة قدم جزائري. · 

## روابط خارجية
- كمال قاسي سعيد على موقع قاعدة بيانات كرة القدم.إي يو (الإنجليزية)
- كمال قاسي سعيد على موقع ناشيونال فوتبول تيمز (الإنجليزية)